# Johann Lahr
Pour les articles homonymes, voir Lahr.
Johann "Hans" Lahr, né le 21 janvier 1913 et décédé le 24 février 1942, est un ancien spécialiste tchèque du combiné nordique et sauteur à ski.
Il a concouru sous les couleurs de l'Allemagne Nazie après invasion de la Tchécoslovaquie.

## Biographie
Johann Lahr courrait pour le club d'Harrachov-Neuwelt. Il a commencé lors des championnats du monde de ski nordique 1935 dans les Hautes Tatras où il participa au saut à ski et au combiné nordique. En saut à ski, il termine à la 25e place après des sauts à 54,5 et 46,5 mètres. En combiné nordique il finit à la sixième place.
Un an plus tard, il a participé aux jeux olympiques d'hiver de 1936 à Garmisch-Partenkirchen. En saut à ski, il termine 32e. En combiné nordique, il termine 9e.
En 1941, il réalise le record du monde avec 111 m lors d'un concours de saut à Planica sur le Bloudkova velikanka (Planica Nordic Center (en)). Lors du même concours Paul Kraus et Rudi Gering (en) battront ce record.
En 1942, il est tué au combat.

## Résultats

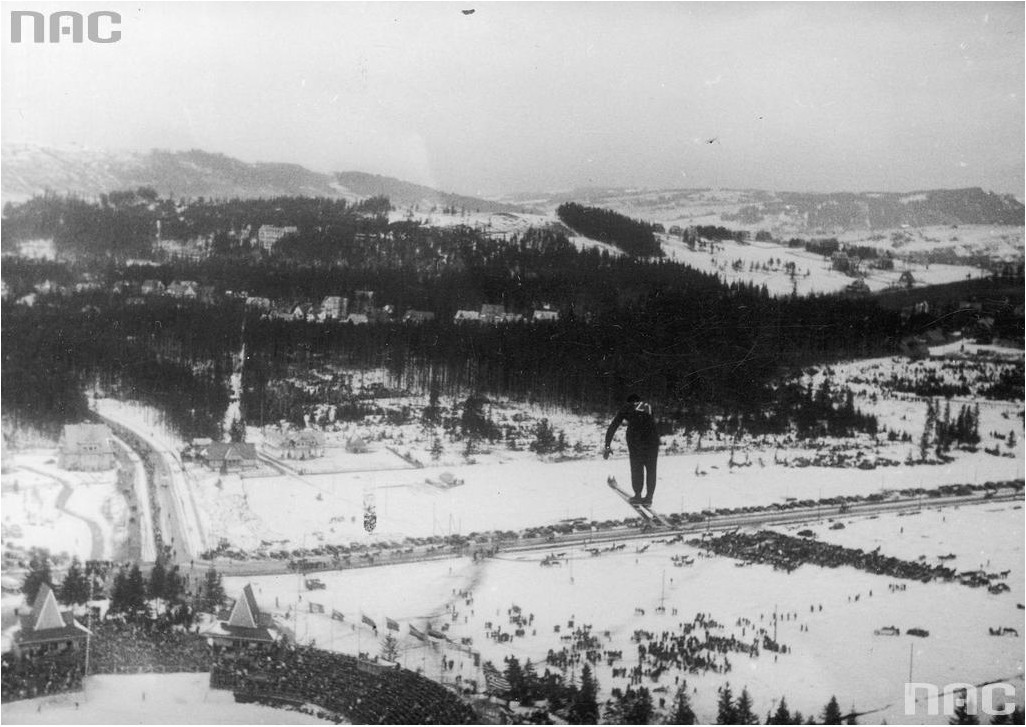
Johann Lahr en train de sauter

### Jeux olympiques d'hiver
| Épreuve / Édition | Garmisch Partenkirchen 1936 |
| Combiné nordique  | 9e                          |
| Saut à ski        | 32e                         |

### Championnats du monde de ski nordique
| Épreuve / Édition | Hautes Tatras 1935 | Lahti 1938 | Zakopane 1939 |
| Saut à ski        |                    | 25e        | 7e            |
| Combiné nordique  | 6e                 | 26e        | 10e           |